# Sikory-Bartyczki
Sikory-Bartyczki est un village polonais de la gmina de Kobylin-Borzymy, dans le powiat de Wysokie Mazowieckie, voïvodie de Podlachie, au nord-est du pays.